# David Linden (homme politique)
Pour les articles homonymes, voir Linden.
David Linden, né le 14 mai 1990 à Glasgow (Écosse), est un homme politique britannique, membre du Parti national écossais (SNP) et député de Glasgow-Est à la Chambre des communes du Royaume-Uni de 2017 à 2024.
Il est porte-parole du SNP à la Chambre des communes au Logement, aux Communautés au Gouvernement local de 2020 à 2021, puis au Travail et aux Retraites de 2021 à 2022.

## Jeunesse
Linden est né le 14 mai 1990 à Glasgow, en Écosse. Il grandit à Cranhill et Garrowhill dans l'East End de Glasgow. Il fait ses études à l'école primaire de Milncroft (fermée en 2004 et remplacée par l'école primaire de Cranhill), à l'école primaire de Garrowhill, puis à l'école secondaire Bannerman à Baillieston,,. Il quitte l'école à l'âge de 16 ans et entreprend un apprentissage en administration des affaires avec le conseil municipal de Glasgow. Il travaille pour la Glasgow Credit Union pendant deux ans.

## Carrière politique
Il est le responsable national de l'aile jeunesse du Parti national écossais (SNP), du SNP Youth et fait campagne pour l'indépendance de l'Écosse lors du référendum de 2014. Linden travaille comme assistant pour John Mason MSP pour Glasgow Shettleston. Entre 2015 et 2017, il travaille comme assistant parlementaire pour Alison Thewliss, députée de Glasgow Central.
Aux élections générales de 2017, la députée sortante de Glasgow-Est, Natalie McGarry, n'est pas réinvestie par le SNP. Linden est choisi comme candidat pour le siège. Il est élu, avec une faible majorité de 75 voix seulement sur Kate Watson du Parti travailliste.
Linden vote pour que le Royaume-Uni reste au sein de l'Union européenne lors du référendum de 2016. Lors des votes indicatifs du 27 mars 2019, il vote pour un référendum sur un accord de retrait du Brexit.
Aux élections générales de 2019, Linden est réélu avec une majorité accrue de 5566 voix.